# Георги Тишинов
 Тази статия е за революционера.  За медика вижте Георги Тишинов (лекар).  
Георги Христов Тишинов (Тишин) е български революционер, писател и общественик, деец на Върховния македоно-одрински комитет.

## Биография
Роден е в 1860 година в град Кукуш, тогава в Османската империя, днес Килкис, Гърция. През 1869 година имената Христо Г. Тишин (търговец) и Георги Хр. Тишин (ученик) са вписани сред дарителите на новооткритото народно читалище.
Емигрира в България. При избухването на Сръбско-българската война в 1885 година е доброволец в Българската армия в Трън. Пише проза и стихове. През периода 1901 – 1902 година е учител в трикласното училище в град Фердинанд. Тишинов е активист на местния клон на Македоно-одринската организация. Делегат е на Деветия македоно-одрински конгрес през лятото на 1901 година от Бяла Слатина и след конгреса публикува полемичната брошура по разкола в освободителното движение „Стига вече!“.
Умира в 1904 година в София.
Синът му, Иван, завършва Военното училище в София с Рилския випуск и участва в Първата световна война като запасен поручик. За бойни отличия и заслуги във войната е награден с ордени „За заслуга“ и „За военна заслуга“.

## Произведения
- Тишиновъ, Георги. Жертви предъ олтаря на отечеството. Записки отъ 1885 г.   София, Учебно бюро при Военното министерство.
- Тишиновъ, Георги Хр. Пролѣтни бури. Повеѣсть.   София, Печатница на Бр. П. Спиркови, 1896.
- Тишиновъ, Георги. Възпоменания: Записки отъ сръбско-българската война.   Враца, Печатница Трудъ, 1899.
- Тишиновъ, Георги. Стига вече! (Позивъ къмъ македоно-одринската емиграция).   София, Т. Пѣевъ, 1902.